# Nokia 6110 Navigator

Nokia Nokia 6110 Navigator este un smartphone produsă de compania Nokia.Smartphone-ul are suport inetgrat GPS, HSCSD și Bluetooth.
Este al doilea smartphone de la Nokia care are GPS integrat după Nokia N95.

## Design
Nokia 6110 este solid și durabil materialul utilizat este plasticul negru lucios.Este utilizat pe partea frontală aluminiu mat, fața de argint și capacul de la cameră cu crom. 
Slotul pentru cardul de memorie și conectorului miniUSB este acoperită cu o "ușă" din plastic.
Nokia 6110 Navigator este oferit într-o nuanță de negru și argintiu.

## Conectivitate
Smartphone-ul este echipat cu toate opțiunile populare Bluetooth, mini-USB și conectivitatea rețelei 2G/3G.
Bluetooth versiunea 2.0 cu EDR protocoalele suportate includ fișiere de redare stereo/control de profile, A2DP și AVRCP.
Nokia 6110 Navigator este funcțională pe 4 benzi GSM și 3G.
GPS-ul integrat funcționează cu o conexiune de internet prin protocoalele GPRS, EDGE și HSDPA, oferă suport pentru A-GPS.

## Multimedia
Are 2 camere cea din spate are 2 megapixeli și un bliț LED.Camera frontală este QVGA și se poate folosi pentru videoconferințe. Oferă un slot microSD până la 8 GB și radio stereo.Playerul de muzică redă formatele MP3/WMA/WAV/RA/AAC/M4A și playerul video WMV/RV/MP4/3GP.

## Interfața de utilizator și Aplicații
Nokia 6110 Navigator este bazată pe platforma Nokia S60 v3.1 cu Symbian OS 9.2.
La capitolul aplicații are suita QuickOffice care permite doar citirea documentelor Microsoft Word, Excel și Powerpoint.
Cu Adobe PDF Reader se pot vizualiza documentele în format PDF. 
Mai dispune de un calculator și un convertor care va transforma o multitudine de măsurători.
Real Player, Flash Player și înregistratorul de voce sunt aplicații preinstalate multe altele pot fi descărcate.

## Caracteristici
- Procesor ARM 11 369 Mhz
- Ecran de 2.2 inchi
- Slot microSD cu suport până la 8 GB
- Memorie RAM 128 MB
- Bluetooth
- GPS cu A-GPS
- Symbian OS v9.2, S60 rel. 3.1
- Cameră de 2 megapixeli și QVGA
- EDGE, GPRS, HSDPA
- Radio stereo FM